# 三石善吉
三石 善吉（みついし ぜんきち、1937年6月22日 - ）は、日本の中国史学者、筑波大学名誉教授。
長野県生まれ。1964年、東京大学文学部中国哲学科卒。1971年、同大学院人文科学研究科博士課程単位取得満期退学。1972年、同文学部助手。1976年、筑波大学社会科学系助教授、のち1985年1月に教授。1998年、退官、名誉教授、東京家政学院筑波女子大学国際学部教授。2005年、大学名改称により筑波学院大学教授。2008年、学長。2012年、退職。

## 著書
- 『中国のちえくらべ 諸子百家』学灯社、1974. 小学生の中国文学全集
- 『中国の千年王国』東京大学出版会、1991.4.
- 『伝統中国の内発的発展』研文出版、1994.5. 研文選書
- 『中国、一九〇〇年 義和団運動の光芒』1996.4. 中公新書
- 『ポルシェの生涯 その時代とクルマ』グランプリ出版、2007.10.

## 翻訳
- 『ヨーロッパの中国文明観』レイモンド・ドーソン 田中正美、末永国明共訳 大修館書店、1971.
- 『中国を変えた西洋人顧問』ジョナサン・スペンス (Jonathan Spence) 講談社、1975.
- 『首脳論』厳家其 鐙屋一共訳. 学生社、1992.8.

## 参考
- ポルシェの生涯―その時代とクルマ - 紀伊国屋書店BookWeb
- 三石 善吉様【筑波学院大学学長、筑波大学名誉教授】 - 筑波大学基金